# Cryptopelta aster
Cryptopelta aster is een slangster uit de familie Ophiodermatidae.
De wetenschappelijke naam van de soort werd in 1879 gepubliceerd door Theodore Lyman.